# Wayland Trask
Pour les articles homonymes, voir Trask.
Wayland Trask est un acteur américain du cinéma muet, né le 16 juillet 1887 à New York et décédé le 17 novembre 1918 à Los Angeles.

## Filmographie partielle
- 1915 : A Lover's Lost Control de Charles Avery et Syd Chaplin
- 1916 : Fatty et Mabel à la mer (Fatty and Mabel Adrift) de Roscoe Arbuckle
- 1916 : Une auto pour sa femme (Wife and Auto Trouble) de Dell Henderson et Mack Sennett
- 1916 : His Bread and Butter de Edward F. Cline
- 1916 : Bombs! de Frank Griffin
- 1917 : Erreur de chambre (A Bedroom Blunder) de Edward F. Cline et Hampton Del Ruth
- 1917 : Her Torpedoed Love de Frank Griffin
- 1917 : Jamais plus je ne boirai (Thirst)
- 1917 : The Grab Bag Bride de Ferris Hartman
- 1917 : Les Déboires de Philomène (Are Waitresses Safe?) de Hampton Del Ruth et Victor Heerman
- 1919 : Yankee Doodle in Berlin de F. Richard Jones